# Anish Kapoor
Sir Anish Kapoor (Mumbai, 12. ožujka 1954.) je britanski kipar i likovni umjetnik rođen u Mumbaiju, Indija. Kapoor živi i radi u Londonu od 1970-ih, kada se preselio zbog studija na školama Hornsey College of Art i Chelsea School of Art and Design.

## Život i djelo
Kapoor je sin Indijca koji je radio kao inženjer za indijsku ratnu mornaricu i iračke Židovke. Pohađao je umjetničku školu Doon Dehradun, a u dobi od 16 godina napustio je Indiju i najprije je živio u kibucu u Izraelu, a 1973. godine se seli u London gdje je studirao umjetnost na Hornsey College of Art, a kasnije na Chelsea College of Art and design. Njegova rana djela pokazuju utjecaj zapadne i istočne kulture, a uključuju vjerske teme iako ne pripadaju točno određenoj religiji.
Kapoor je već dobio međunarodnu pozornost 1970-ih sa skulpturama od pigmenata boje, a kasnije dolazi do monumentalnih jednobojnih instalacija neobičnih materijala. Takvo je Zrcalo neba, Nottingham (UK), veliki disk od nehrđajućeg čelika koji je postavljen tako da savršeno zrcali nebo; u vrijeme nastanka najskuplja skulptura (900.000 £) koju je financirala državna lutrija. Njegova „Marsija” (Marsyas) iz 2002. god. je velika instalacija od čelika i PVC-a (površine od 320 m²) instalirana u dvorani turbina u galeriji Tate Modern u Londonu. Prije toga radio je u kamenu, poput kamenog oltara u donjoj crkvi Frauenkirche u Dresdenu, ili drugim prirodnim materijalima, često naglašavajući dvojnost (zemlja-nebo, tvar-duh, svjetlina-tama, itd.). God. 2003., u Kunsthaus Bregenz-u, izložio je 20-tonski spomenik od vazelina i crvenog voska s naslovom „Moja crvena domovina”. Slijedila su „Vrata oblaka” 2004., skulptura od 110 tona od nehrđajućeg čelika u Millennium Parku u Chicagu, tako ispolirana da iznutra zrcali panoramu grada naopako. Kapoor je 2008. god. za njemački Guggenheim u Berlinu izgradio 24-tonsku čeličnu skulpturu „Sjećanje” (Memory). Njegov Arcelor Mittal Orbit, 115 metara visoka skulptura za Olimpijske igre u Londonu 2012. sastoji se od međusobno povezanih upletenih čeličnih greda koje podsjećaju na oblik orijentalne nargile, a služila je kao platforma za gledanje koja je ostala i nakon Olimpijskih igara.
Kapoor je tijekom karijere osvajao brojne nagrade (Premio Duemila, Venecijanski bijenale, 1990.; Turnerova nagrada 1991., Praemium Imperiale 2011.), a 2013. god. je počašćen i britanskom viteškom titulom (Sir) zbog svojih zasluga u likovnoj umjetnosti.
- Stup svjetlosti, kamen, Park skulptura Umeå, 1991.
- Temenos, 100 x 50 m, Tees Valley, 2008.-2010.
- Visoko drvo i oko, Bilbao, 2010.
- Okrenuti svijet naopako, Muzej Izraela, 2010.
- ArcelorMittal Orbit, Olimpijski park, London, 2012.

## Vanjske poveznice
- Službene stranice umjetnika
- Anish Kapoor Profile,Interview and Artworks